# Дамјано Давид
Дамјано Давид (Рим, 8. јануар 1999) је италијански певач и текстописац најпознатији као вокал италијанске рок групе Мoнескин, која је победила на Фестивал у Санрему 2021. и на Песми Евровизије 2021. (као италијански представници) са песмом „Zitti E Buoni“.

## Каријера
Дамјано је рођен у Риму у Италији од родитеља стјуардеса. Због природе посла својих родитеља, он и његов брат путовали су широм света од раног детињства и били упознати са разним културама. 
Упознао је Викторију Де Анђелис и Томаса Рађија, његове будуће чланове бенда из Монескина, током средњошколских дана. Студирао је на лицео лингвистику Еуђенио Монтале у Риму. Није завршио средњу школу, већ се посветио музичкој каријери.  Када је представљен за место вокала за њихов локални бенд, у почетку је одбијен јер су његов стил сматрали као „превише поп“, али његово инсистирање да буде у бенду на крају их је натерало да га прихвате.  Давид је убрзо променио понашање и стил, посебно на сцени, јер је научио како се слободно изражава, а добио је и самопоуздање  у своју сексуалност.  Првобитно свирајући на улицама града Рима,  2017. бенд се истакао када је завршио други у једанаестој сезони италијанског шоуа Икс Фактор. Бенд је имао продорни деби са студијским албумом Il ballo della vita  и турнејом 2019.  2021. године изашао је њихов други студијски албум Teatro d'ira: Vol. I. 
Након њихове победе на Песми Евровизије 2021, лажно је оптужен за употребу дроге током финала. Давид и његови ортаци из бенда заговарају се за борбу против дроге од почетка. Давид је сам изјавио у свом интервјуу за Воуг Италија, „не падамо у стереотип пијаних и дрогираних рок звезда“. Он верује да креативност потиче из „здравог и луцидног“ ума што је противречно покушају да истински изразимо „сопство, вежући се за нешто што нас чини зависнима, робовима“,  мислећи на Клуб 27.